# 1979 في الإكوادور
فيما يلي قوائم الأحداث التي وقعت خلال عام 1979 في الإكوادور.

## سياسة

### تعيين في المنصب
- 10 أغسطس – أوزفالدو هورتادو نائب رئيس الإكوادور.

## مواليد

### فبراير
- 9 فبراير – كارلوس رامون هيدالغو لاعب كرة قدم إكوادوري.

### مارس
- 3 مارس – ماريانو مينه لاعب كرة قدم إكوادوري.
- 12 مارس – إدوين فيافوريتي لاعب كرة قدم إكوادوري.
- 16 مارس – إيدسون مينديز لاعب كرة قدم إكوادوري.

### مايو
- 14 مايو – كارلوس تينوريو لاعب كرة قدم إكوادوري.

### يونيو
- 5 يونيو – ويليام أراوغو لاعب كرة قدم إكوادوري.
- 29 يونيو – ليليانا كاسترو

### أغسطس
- 10 أغسطس – هومبيرتو توليدو
- 26 أغسطس – كريستيان مورا لاعب كرة قدم إكوادوري.

### أكتوبر
- 3 أكتوبر – كارلو ألبان ممثل إكوادوري.

### نوفمبر
- 15 نوفمبر – كزافييه مورينو عداء مشي إكوادوري.
- 21 نوفمبر – خوسيه لويس كورتيز لاعب كرة قدم إكوادوري.

## وفيات

### يناير
- 1 يناير – خورخي فرنانديز (مواليد 1912)

### مارس
- 8 مارس – بينجامين كاريون (مواليد 1898) كاتب إكوادوري.
- 30 مارس – خوسيه ماريا فيلاسكو ايبارا (مواليد 1893) رئيس الإكوادور.